# Jan Erik Engan
Jan Erik Engan (* 9. Juli 1986) ist ein norwegischer Fußballschiedsrichterassistent.
Engan ist seit der Saison 2010 Schiedsrichterassistent in der norwegischen Eliteserien.
Seit 2012 steht er auf der Liste der FIFA-Schiedsrichter und ist bei internationalen Fußballspielen im Einsatz.
In der Saison 2014/15 war Engan erstmals bei einem Spiel in der Europa League, zuvor bereits in der Saison 2013/14 erstmals bei einem Spiel in der Champions League im Einsatz.
Im April 2024 wurde Engan als Unterstützungsschiedsrichter für die Europameisterschaft 2024 in Deutschland nominiert.